# Kischinskinia scandens
Kischinskinia scandens — викопний вид горобцеподібних птахів надродини Certhioidea, що існував в міоцені. Скам'янілі рештки птаха знайдені на острові Ольхон (озеро Байкал) у Сибіру.